# 103
103 (сто и трета) година по юлианския календар е невисокосна година, започваща в неделя. Това е 103-та година от новата ера, 103-та година от първото хилядолетие, 3-та година от 2 век, 3-та година от 1-вото десетилетие на 2 век, 4-та година от 100-те години. В Рим е наричана Година на консулството на Траян и Максим (или по-рядко – 856 Ab urbe condita, „856-а година от основаването на града“).

## Събития
- Консули в Рим са император Траян и Маний Лаберий Максим.